# Activity Codeword
Activity Codeword ist ein Gesellschaftsspiel aus der Activity-Reihe des österreichischen Spieleverlags Piatnik. Wie bei anderen Spielen der Serie treten die Spieler in Teams gegeneinander an, um Begriffe zu erraten, die mit Worten erklärt, pantomimisch dargestellt oder gemalt werden. Zusätzlich müssen bei Activity Codeword Geheimwörter aus acht Buchstaben, die sich die Teams ausdenken und notieren, ermittelt werden.

## Spielweise

### Thema und Ausstattung
Das Spiel besteht aus einem Spielplan, einem Kartensatz von 110 Karten mit jeweils sechs Begriffen, einem Buchstabenwürfel (E, Z und D), einer Sanduhr, einem Spielblock und einem Stift. Als zusätzliches Spielmaterial werden Zeichenstifte und Papier benötigt. Das Spiel ist für zwei bis vier Teams von jeweils mindestens zwei Spielern konzipiert, wodurch es auch in größeren Gruppen gespielt werden kann.
Um das Spiel zu gewinnen, müssen die Spieler Begriffe erraten, die von einzelnen Mitspielern dargestellt, umschrieben und gezeichnet werden. Zudem müssen sie den von einem gegnerischen Team erdachten achtstelligen Code lösen, um das Spiel zu gewinnen.

### Spielregeln
Zu Beginn des Spiels werden etwa gleich große Teams gebildet. Jedes Team bekommt ein Notizblatt vom vorgedruckten Spielblock und denkt sich ein aus acht Buchstaben bestehendes Wort aus. Das Wort darf alle Buchstaben des Alphabets mit Ausnahme von q, x und y enthalten, Umlaute und „ß“ zählen als zwei Buchstaben. Das Wort wird auf die Rückseite des Notizblattes geschrieben. Die Karten werden gemischt und als verdeckter Nachziehstapel ausgelegt. Der Würfel, der Stift und das Papier für die Zeichenaufgaben werden bereitgelegt.
Die Teams spielen im Uhrzeigersinn und müssen jeweils zu Beginn ihres Zuges einen Darsteller aus ihrem Team bestimmen. Der Darsteller des ersten Teams würfelt und hebt eine der Karten verdeckt ab. Er würfelt mit dem Buchstabenwürfel und der Würfel zeigt an, welche der drei Darstellungsarten genutzt wird. Auf jeder Karte sind zwei Begriffe je Darstellungsart angeführt sind, der Darsteller wählt einen der zwei möglichen Begriffe aus und prägt ihn sich ein. Danach wird die Sanduhr umgedreht und der Spieler versucht das Wort seinem eigenen Team zu vermitteln:
- Zeichnen: Der zu erratende Begriff muss gezeichnet werden. Der Darsteller darf nicht sprechen und auch nicht durch Gesten helfen, nur Kopfnicken bei richtigen Teilwörtern ist erlaubt. Die Zeichnung darf auch keine Zahlen und Buchstaben enthalten.
- Umschreibend: Der zu erratende Begriff muss umschrieben werden, dabei muss der Darsteller den Begriff erklären, ohne das betreffende Wort oder Teile des Wortes zu verraten.
- Pantomimisch: Der zu erratende Begriff muss pantomimisch als Scharade dargestellt werden. Der  Darsteller darf dabei nicht sprechen, keine Geräusche machen und auch keine Gegenstände zu Hilfe nehmen oder auf sie zeigen. Eigene Körperteile dürfen gezeigt werden.
- Offene Runde: Ist der Begriff auf der Karte mit einem Sternchen gekennzeichnet oder fettgedruckt, muss der Spieler einen Partner aus einem gegnerischen Team wählen und beide stellen den Begriff dann zu zweit dar. In diesem Fall gilt diese Runde als „offene Runde“.[1]

Gelingt es dem Team um den Darsteller (oder in der offenen Runde einem anderen Team), den Begriff innerhalb der vorgegebenen Zeit richtig zu erraten, darf es das rechts neben ihm sitzende Team fragen, ob der Anfangsbuchstabe des erratenen Begriffes in ihrem Codewort vorkommt. Trifft dies zu, muss das befragte Team auch angeben, wie oft der Buchstabe im Codewort vorkommt. Kommt der Buchstabe nicht vor, kann das Team diesen aus dem Alphabet auf dem Notizzettel streichen. Wenn im Laufe des Spiels passieren ein weiteres Wort mit einem bereits erfragten Anfangsbuchstaben erraten wird, darf das Team die Frage auf den zweiten Buchstaben des erratenen Begriffes und später auf den nächsten noch nicht erfragten Buchstaben des Begriffes beziehen.
Wenn der Begriff innerhalb der vorgegebenen Zeit nicht erraten wurde, dürfen die anderen Teams für die Darstellungsarten „Zeichnen“ und „Pantomimisch darstellen“ der Reihe nach je einmal raten, um welchen Begriff es sich handelt. Sie müssen ihren Tipp sofort, ohne sich zu beraten, abgeben. Ein Team, das auf diese Weise einen Begriff richtig errät, darf einen Buchstaben erfragen. Dies gilt aber nur für die Darstellungsarten „Zeichnen“ und „Pantomimisch darstellen“, nicht jedoch für „Erklären“.
Ein Team, das das Codewort des rechts von ihm sitzenden Teams zu kennen glaubt, darf, wenn es an die Reihe kommt, vor dem Würfeln seinen Lösungsvorschlag nennen. Ist das Wort falsch, spielt das
Team normal weiter, ist es richtig, hat es gewonnen und das Spiel ist zu Ende.

## Ausgaben
Das Spiel Activity Codeword wurde von Hans, Maria und Ernst Führer auf der Basis des Spiels Activity entwickelt, wobei das Spielbrett durch den Würfel ersetzt wurde und das zu erratene Codewort als zusätzliche Komponente aufgenommen wurde. Das Spiel wurde 1996 in einer ersten Auflage auf Deutsch von dem österreichischen Verlag Piatnik veröffentlicht. Eine zweite Auflage brachte Piatnik 2013 heraus, zudem publizierte der Verlag 2013 eine russische Ausgabe.

## Belege
1. 1 2 3 4 5 6 7 8  Activity Codeword, Spielregeln der Ausgabe von 2013; abgerufen am 22. Oktober 2017
2. ↑  Versionen von Activity Codeword in der Spieledatenbank BoardGameGeek; abgerufen am 22. Oktober 2017